# Phrynobatrachus sulfureogularis
Phrynobatrachus sulfureogularis és una espècie de granota que viu a Burundi.